# Kim Yu-jin
Kim Yu-jin (em coreano:  김유진; Danyang, 17 de outubro de 2000) é uma taekwondista sul-coreana.

## Carreira
Yu-jin ganhou ouro no Campeonato Mundial Júnior de Taekwondo em Burnaby, Canadá, em 2016. Ela ganhou a medalha de ouro na divisão de 57 kg nos Jogos Mundiais Universitários de Verão de 2019 em Nápoles. Ela continuou a manter seu título na divisão de 57 kg nos Jogos Mundiais Universitários de Verão de 2021 em Chengdu.
Competindo no Campeonato Asiático de Taekwondo de 2021, ela ganhou a medalha de ouro na categoria 57 kg em Beirute. Ela foi medalhista de bronze nos Jogos Asiáticos de 2022 em Hangzhou, em setembro de 2023, na categoria feminina de 57 kg.
Nos Jogos Olímpicos de Verão de 2024, em Paris, conquistou a medalha de ouro na categoria de até 57 kg.